# Phthinosuchia
De Phthinosuchia zijn een infraorde van uitgestorven therapsiden waaronder de twee slecht bekende soorten Phthinosuchus discors en Phthinosaurus borisiaki uit het Midden-Perm van wat nu Rusland is. Phthinosuchus is bekend als een gedeeltelijk verbrijzelde schedel en Phthinosaurus is bekend van een losse onderkaak. De twee soorten zijn van oudsher gegroepeerd op basis van hun gedeelde basale kenmerken, maar recentere studies hebben voorgesteld dat ze slechts in de verte verwant zijn. Phthinosuchus is ofwel een vleesetende gorgonopside verwant of een anteosauride dinocephaliër, terwijl Phthinosaurus ofwel een herbivore rhopalodonte dinocephaliër of een lid van Therocephalia is.
Phthinosuchia werd benoemd in 1961 door de Amerikaanse paleontoloog Everett C. Olson, die het beschouwde als de meest 'primitieve' infraorde binnen Therapsida. Een jaar later noemde Olson de nieuwe onderorde Eotheriodontia en herclassificeerde Phthinosuchia als een subgroep van de eotheriodonten, samen met de families Biarmosuchidae en Brithopodidae. Elke soort is in zijn eigen familie geplaatst; Phthinosuchidae werd in 1954 door de Sovjet-paleontoloog Ivan Yefremov benoemd voor zowel Phthinthosuchus als Phthinosaurus, terwijl Phthinosauridae in 1974 werd benoemd door Leonid Tatarinov, alleen voor Phthinosaurus.